# Howard O’Melley
Howard O’Melley (* 29. Mai 1954 in Hennef (Sieg)) ist ein deutscher Komponist, Produzent und Textdichter.
O’Melley begann seine Karriere Anfang der 1980er Jahre. Zuvor studierte er Rechtswissenschaften. Lange Jahre arbeitete er in Frankreich.
1981 schrieb er gemeinsam mit William Bookwood für James Last den Instrumental-Titel Biscaya. 1983 entdeckte und produzierte er Kristina Bach. Im selben Jahr schrieb O’Melley den NDW-Hit Am weißen Strand von Helgoland mit dem Interpreten Niko.
Auf dem eigenen Label „Sound Around Music“ in Hennef wurden Schlagerkünstler wie Guido Hoffmann, Nadine Norell, Jeannine, Kristeen, Marco Kloss, Tommy Fischer, Two for Good, Oliver Frank und andere produziert.

## Produktionen (Auswahl)
Oliver Frank:
- Katharina (1991)
- Es ist wieder Sommer in der Stadt (1992)
- Zum Frühstück nach Paris (1993)
- Liza Maria (1993)
- S.O.S. am Strand von Griechenland (1993)
- Ciao, bella Italia (1994)
- Haben Sie heute schon Je t’aime gesagt (1994)
- Italienische Sehnsucht (1996)
- Bis ans Ende der Welt (1997)

Erschienen bei SAM Media Tonträger GmbH
Guido Hoffmann:
- Singles: Die Legende von Culloden Moor; Ruf mich an; Hallo Du; Himalaya; Zwei Fremde; Sie war da, als ich dich rief; Romanzen sind wie Sekt am Morgen; Eine kleine große Liebe; Im Süden meines Herzens; Herbstwind; Nordlicht; Alle Jahre wieder; Jerusalem

Erschienen bei SAM Media Tonträger
Andrea:
- Singles: Falsch verbunden; Gänsehautgefühl; Engelszungenlügen; Liebeskummerkasten; Sonnenblumensommer; Ungeschminkt
- Album: Ungeschminkt (2011)

Boston Accordion Boys:
- Album: Greetings from Boston (2009)

Erschienen auf dem Label Last Forever Music
Cabbie Bee:
- Single: Country of my Heart (2012)

Erschienen auf dem Label DME Records